# Spreetal
Spreetal (Sorbisch: Sprjewiny Doł) is een plaats en gemeente in de Duitse deelstaat Saksen. De gemeente maakt deel uit van het Bautzen.
Spreetal telt 1.832 inwoners.
De gemeente ligt in het officiële woongebied van de Sorben.

## Plaatsen in de gemeente Spreetal
- Burg/Bórk
- Burghammer/Bórkhamor
- Burgneudorf/Nowa Wjes
- Neustadt/Nowe Město
- Spreetal/Sprjewiny Doł
- Spreewitz/Sprjejcy
- Zerre/Drětwja

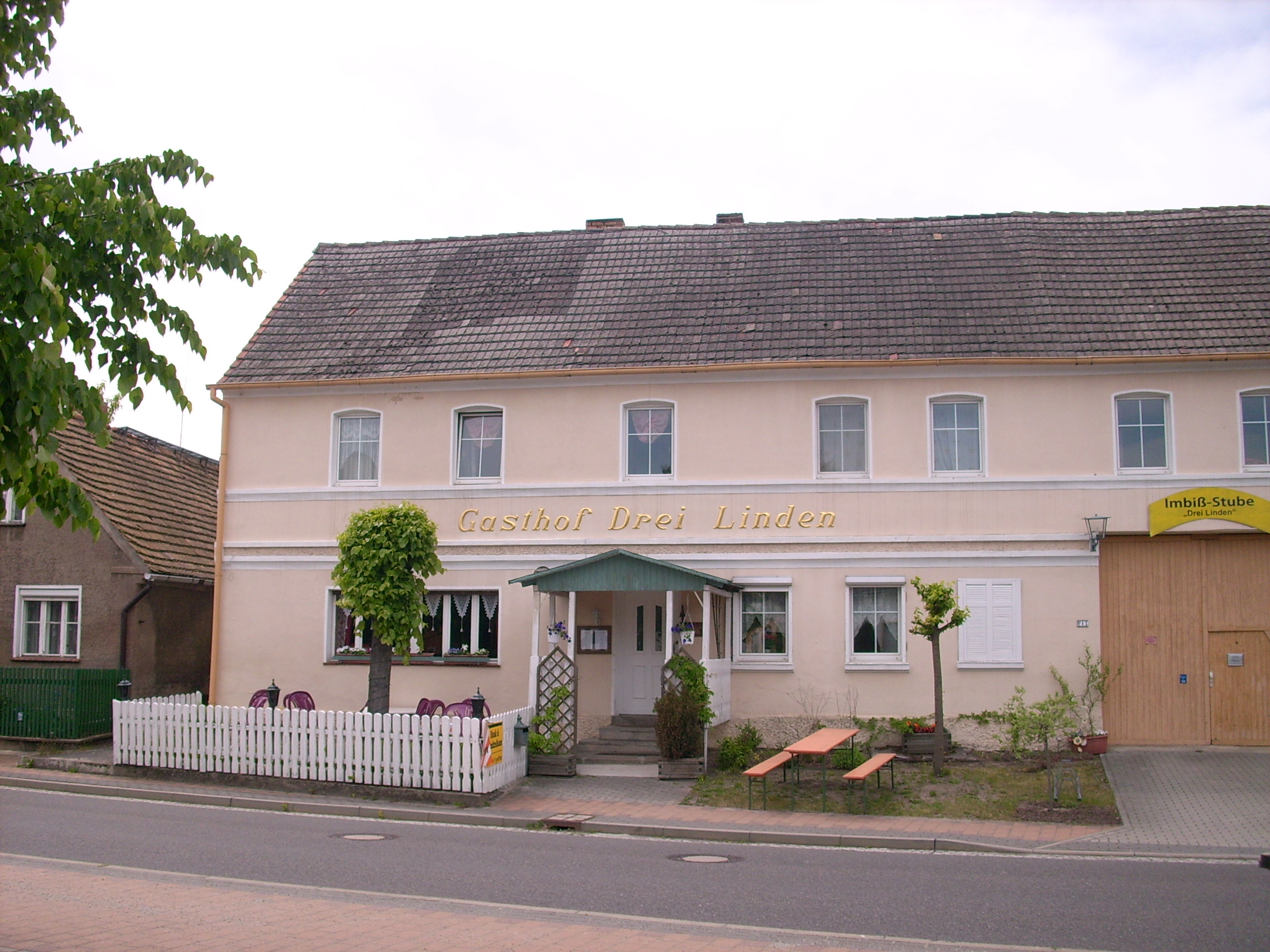
Restaurant in Burg
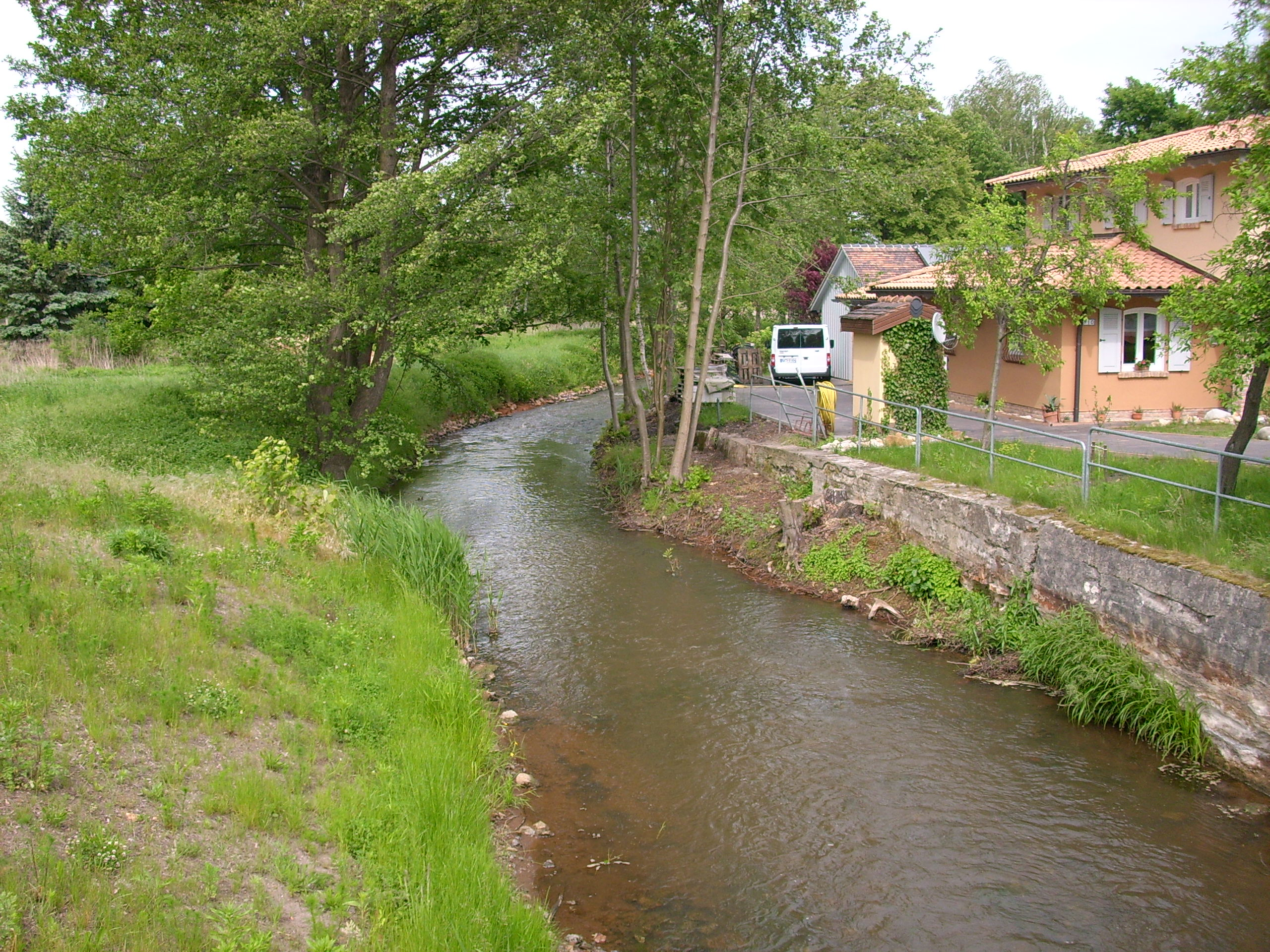
Kleine Spree in Burghammer
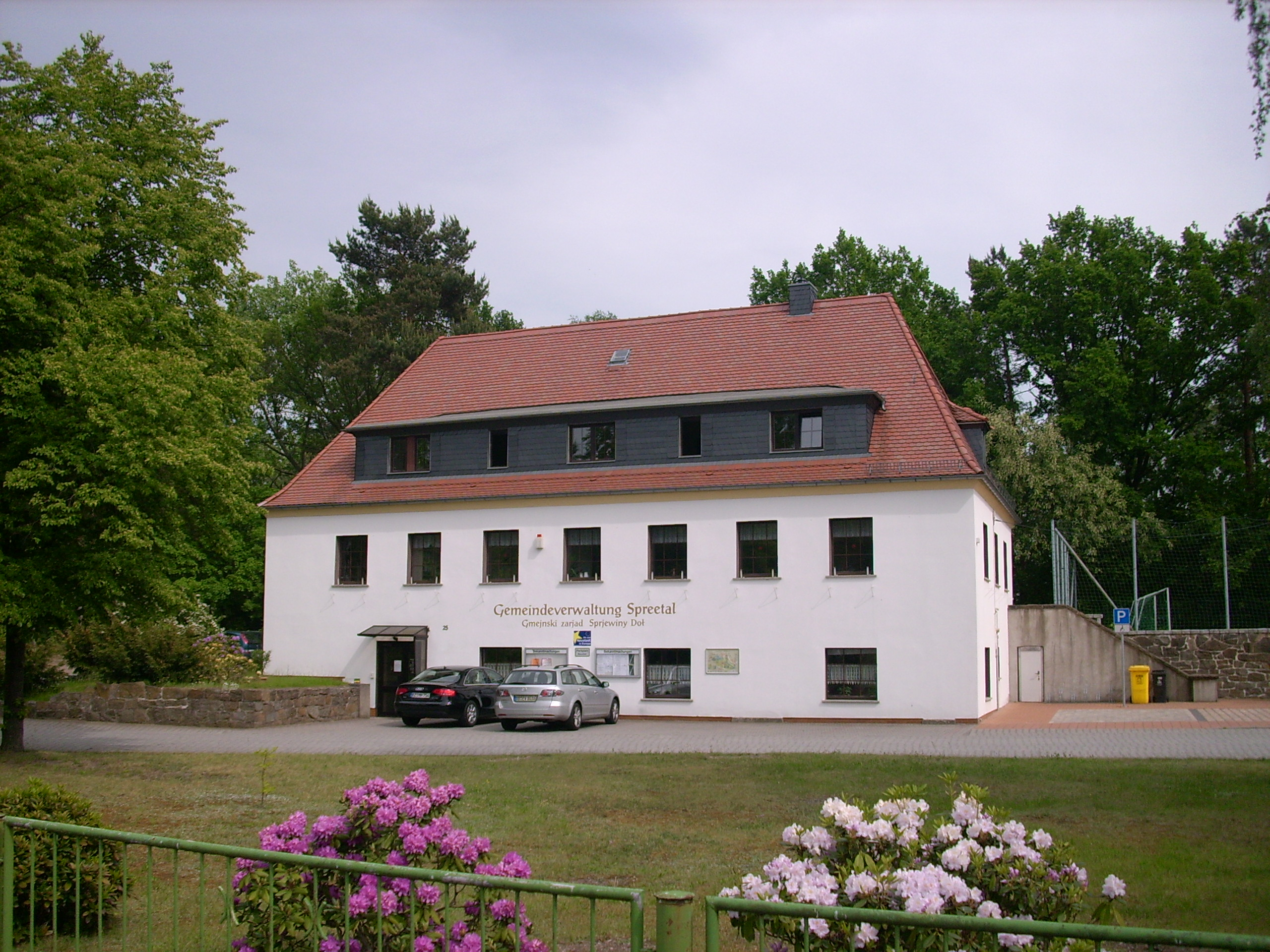
Gemeentehuis van Spreetal
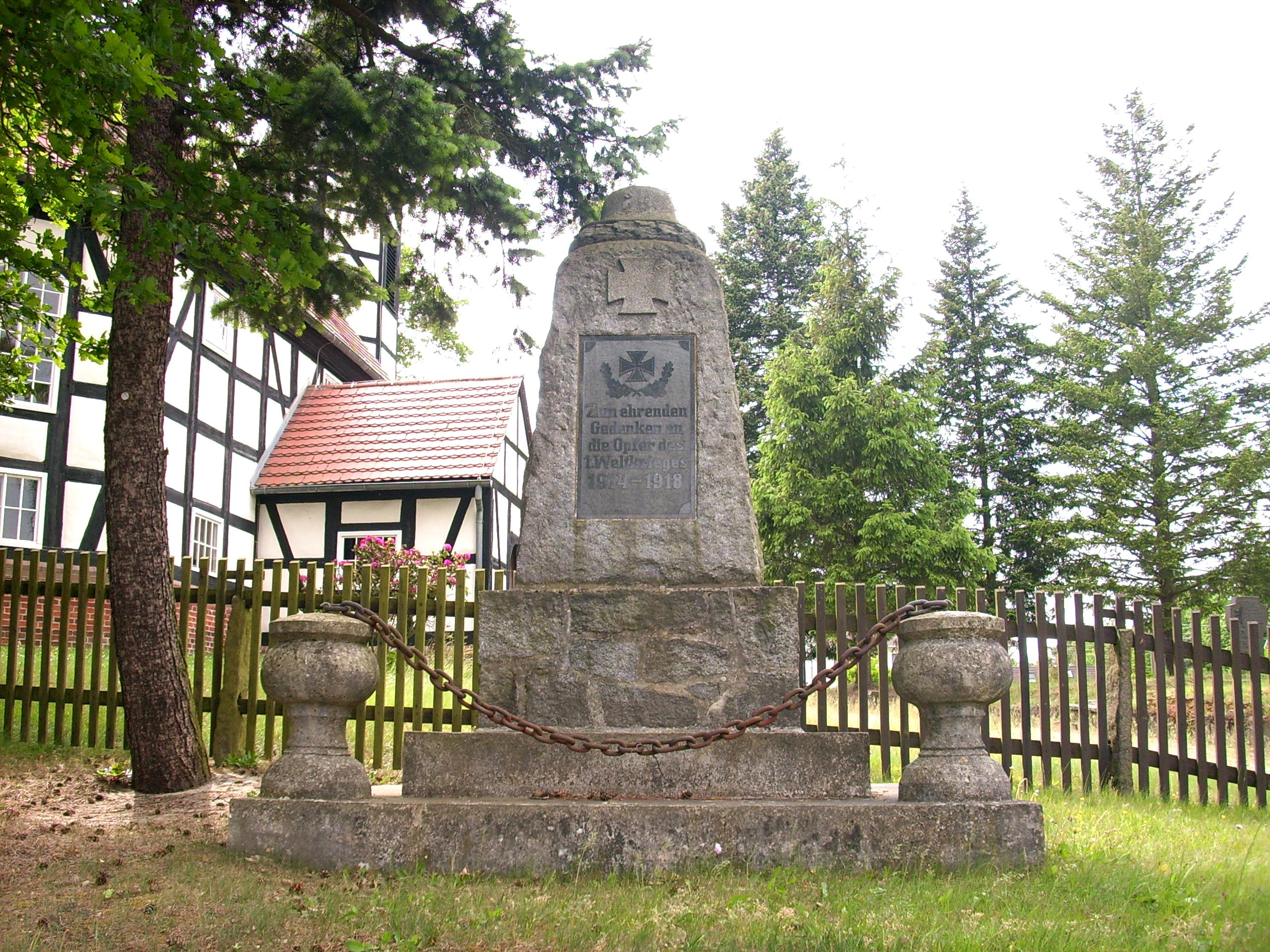
Monument in Spreewitz
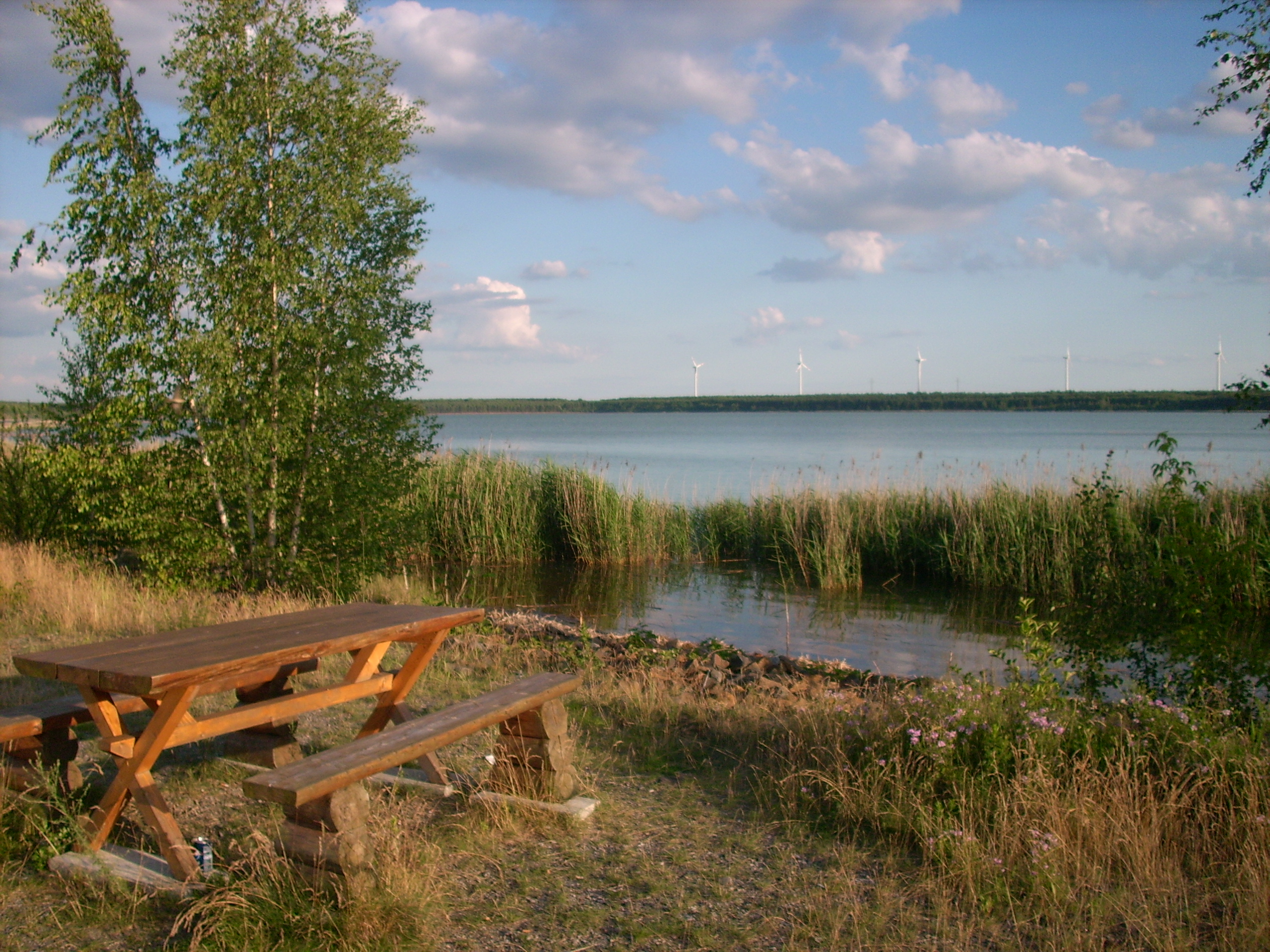
Bernsteinsee in Spreetal

Arnsdorf ·
Bautzen ·
Bernsdorf ·
Bischofswerda ·
Burkau ·
Crostwitz ·
Cunewalde ·
Demitz-Thumitz ·
Doberschau-Gaußig ·
Elsterheide ·
Elstra ·
Frankenthal ·
Göda ·
Großdubrau ·
Großharthau ·
Großnaundorf ·
Großröhrsdorf ·
Großpostwitz ·
Haselbachtal ·
Hochkirch ·
Hoyerswerda ·
Kamenz ·
Königsbrück ·
Königswartha ·
Kubschütz ·
Lauta ·
Laußnitz ·
Lichtenberg ·
Lohsa ·
Malschwitz ·
Nebelschütz ·
Neschwitz ·
Neukirch ·
Neukirch/Lausitz ·
Obergurig ·
Ohorn ·
Ottendorf-Okrilla ·
Oßling ·
Panschwitz-Kuckau ·
Pulsnitz ·
Puschwitz ·
Räckelwitz ·
Radeberg ·
Radibor ·
Ralbitz-Rosenthal ·
Rammenau ·
Schirgiswalde-Kirschau ·
Schmölln-Putzkau ·
Schwepnitz ·
Schönteichen ·
Sohland an der Spree ·
Spreetal ·
Steina ·
Steinigtwolmsdorf ·
Wachau ·
Weißenberg ·
Wiednitz ·
Wilthen ·
Wittichenau